# Magas zsinagóga (Prága)

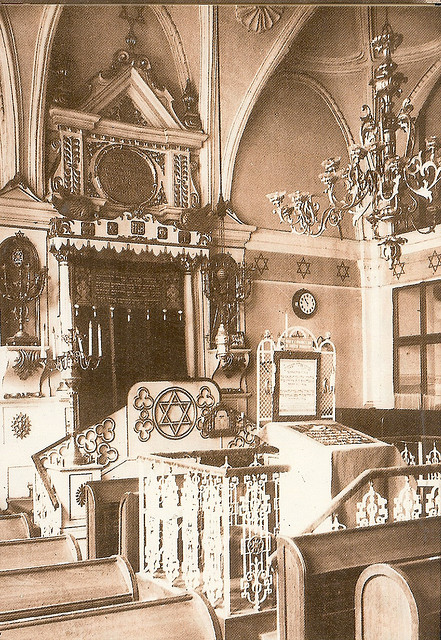
Az imaterem berendezése 1910-ben

A Magas zsinagóga (הויכשול, németül Hohe Synagoge, jiddisül Hojchšul)  Prága egykori zsidó negyedében, áll a Régi-új zsinagógával szemben, a Maisel- és a Vörös utca sarkán. Bejárata (Červená u. 5.) ez utóbbira nyílik. Nevét arról kapta, hogy három magas ablaka nyílik az utcára. Kulturális műemlék; azonosító kódja: 44412/1-460 (a Zsidó Tanácsházával közösen). Időnként „Városházi zsinagóga” (Radnični synagoga) néven is említik (Szombathy).

## Története
A Zsidó Tanácsházával egy időben épült úgy, hogy mindkettő építését Mordecháj Maisel, II. Rudolf császár bankára, a prágai zsidó közösség fontos mecénása finanszírozta. 1577-ben adták át. A szájhagyomány szerint építésze az Olaszországból bevándorolt Pankratius Roder volt. Az építész valószínűleg a nem sokkal korábban átadott krakkói Magas zsinagóga koncepcióját követte.
Ez volt a zsidó elöljárók imádkozó helye, ezért eredetileg fedett átjáró vezetett hozzá a Tanácsháza emeletéről az utca fölött.
A két épület helyszínének kiválasztásánál állítólag fontos szempont volt, hogy ezek viszonylag emelt helyen álljanak. A Moldva 20. századi szabályozásáig ugyanis a zsidóvárost rendszeresen elöntötte az árvíz (volt olyan év, amikor ötször is). Az elöntött zsinagógákban (Régi-új zsinagóga, Pinkász-zsinagóga, Klaus-zsinagóga, Régi zsinagóga stb.) nemcsak a vallásgyakorlás vált lehetetlenné, de a kegytárgyak és maguk az épületek is károsodtak.
1689-ben kétszer is leégett; a károkat maradéktalanul csak 1754-re állították helyre. Eközben reneszánsz stílusú központi csarnokkal bővítették úgy, hogy a csarnokot az emeleten helyezték el.
1883-ban J. M. Wertmüller tervei alapján gyakorlatilag újjáépítették.
A második világháború előtt ez volt a Prágai Zsidó Hitközség tisztviselőinek fő zsinagógája, ahol a legtöbb akkori prágai zsinagógától eltérően az ortodox szertartásrendet követték.
A megszálló németek a zsidó szertartásokat betiltották. A kegytárgyakat elkobozták és raktárba szállították.
Az épületet utoljára a 20. század vége felé restaurálták.

## Az épület
A kétszintes épületnek nemcsak az északi oldalon volt három magas ablaka, hanem a keleti oldalon is kettő. Ezek az egykori V kolnách fasorra néztek (a fasort 1893 és 1913 között, Josefov nagy átépítése során vágták ki).

## Jelenlegi funkciója
A földszinten a Prágai Zsidó Múzeum üzlete és pénztára található. A felső szinten berendezett imatermet alkalmilag a prágai zsidó közösség tagjai használják.

## Fordítás
- Ez a szócikk részben vagy egészben  a   Vysoká synagoga című cseh Wikipédia-szócikk ezen változatának fordításán alapul.  Az eredeti cikk szerkesztőit annak laptörténete sorolja fel. Ez a jelzés csupán a megfogalmazás eredetét és a szerzői jogokat jelzi, nem szolgál a cikkben szereplő információk forrásmegjelöléseként.